# Edward Beltrán
Edward Alexander Beltrán Suárez (Tunja, 18 januari 1990) is een Colombiaans wielrenner die anno 2018 rijdt voor EPM.
Vanwege zijn inzet en veelbelovende testresultaten tekende Beltrán in maart 2014 zijn eerste profcontract bij het World Tour-team Tinkoff-Saxo. Na twee seizoenen in Russische dienst vertrok hij naar EPM Tigo-UNE, de ploeg waar hij tussen 2010 en 2013 al drie seizoenen voor reed.

## Overwinningen
2010
1e (ploegentijdrit) en 4e etappe Ronde van Colombia U23
Bergklassement Girobio
2012
Jongerenklassement Vuelta al Mundo Maya
2013
8e etappe Clásico RCN
1e en 2e etappe deel B Vuelta al Mundo Maya
Eindklassement Vuelta al Mundo Maya

## Resultaten in voornaamste wedstrijden
| Jaar | Luik-Bast.‑Luik | Waalse Pijl |
| ---- | --------------- | ----------- |
| 2014 | 109e            | 128e        |

## Ploegen
- 2010 –  UNE-EPM
- 2011 –  EPM-UNE
- 2012 –  EPM-UNE
- 2013 –  EPM-UNE
- 2014 –  Tinkoff-Saxo (vanaf 8-3)
- 2015 –  Tinkoff-Saxo
- 2016 –  EPM Tigo-UNE Área Metropolitana
- 2017 –  Inteja Dominican Cycling Team (tot 30-6)
- 2018 –  EPM
- 2019     Medellin

Beltrán · Bennati · Boaro · Breschel · Contador · Hansen · Hernández · Juul-Jensen · Kolář · Kreuziger · Kroon · Kump · Majka · McCarthy · Mørkøv · Paulinho · Petrov · Pires · Poljański · Roche · Rogers · Rovny · C.A. Sørensen · N. Sørensen · Sutherland · Tosatto · Troesov · Valgren · Zaugg · Guldhammer (stagiair)
Basso · Beltrán · Bennati · Boaro · Bodnar · Breschel · Broett · Contador · Hansen · Hernández · Juul-Jensen · Kišerlovski · Kolář · Kreuziger · Majka · McCarthy · Mørkøv · Paulinho · Petrov · Pires · Poljański · Rogers · Rovny · J. Sagan · P. Sagan  · Sørensen · Tosatto · Troesov · Valgren · Zaugg · Gogl (stagiair) · Großschartner (stagiair) · Tolhoek (stagiair)
Arango · Beltrán · Carvajal · Castro · Contreras · Gil · Gómez · Martínez · Montaña · Muñoz · Ochoa · Salas · Suárez · Tejada